# Por encima de la ley (película de 2015)
Por encima de la ley (en hangul, 베테랑; RR, Beterang; título internacional, Veteran) es una película surcoreana de 2015, escrita y dirigida por Ryoo Seung-wan, y protagonizada por Hwang Jung-min y Yoo Ah-in.

## Sinopsis
Por encima de la ley trata sobre un escuadrón especial contra el crimen de detectives veteranos que se enfrenta al heredero de tercera generación de un poderoso chaebol o conglomerado industrial. Seo Do-cheol (Hwang Jung-min) es un detective irascible, duro con los delincuentes pero también íntegro. En una de sus investigaciones descubre que Jo Tae-oh (Yoo Ah-in), un joven y arrogante millonario, de carácter voluble y adicto a las drogas, con la ayuda de su fiel servidor, el despiadado Choi (Yoo Hae-jin), ha atacado a un conocido y ha tratado de fingir su suicidio. Do-cheol decide llevarlo ante la justicia a cualquier precio. A pesar del apoyo de sus compañeros, la operación resulta mucho más difícil de lo esperado: Tae-oh tiene muchos contactos, incluso dentro de la policía, y con ellos y con su dinero intenta encubrir todo el asunto, e incluso asesinar a Do-cheol. Pero este logra finalmente su objetivo, de modo que Tae-oh y sus colaboradores se ven obligados a cumplir una sentencia muy severa; Bae, la persona de la que Tae-oh intentó deshacerse, sale del coma y puede seguir viviendo con su familia.

## Reparto
- Hwang Jung-min como Seo Do-cheol.[6]
- Yoo Ah-in como Jo Tae-oh.[7]
- Yoo Hae-jin como Choi Dae-woong.[8]
- Oh Dal-su como jefe de equipo Oh.[4]
- Jang Yoon-ju como Miss Bong.[5][9]
- Kim Si-hoo como el detective Yoon.[10]
- Oh Dae-hwan como el detective Wang.[11][12]
- Jung Woo-in como el conductor Bae.
- Jung Man-sik como el jefe Jeon.
- Song Young-chang como el presidente Jo.
- Jin Kyung como Joo-yeon.[13]
- Yoo In-young como Jeong Da-hye.[5]
- Park So-dam como «la más joven».
- Lee Dong-hwi como Yoon Hong-ryeol.
- Bae Sung-woo como propietario de un negocio de coches usados.[13]
- Chun Ho-jin como superintendente principal de la unidad de investigación regional.[13]
- Jang So-yeon como la esposa del conductor Bae.[14]
- Kim Jae-hyeon como el hijo del conductor Bae.
- Park Jong-hwan como líder del equipo Yang.
- Uhm Tae-goo como el guardaespaldas de Jo Tae-oh.
- Park Ji-hoon como gerente de seguridad.
- Shin Seung-hwan como el periodista Park.[15]
- Yeo Ho-min como el director Kim.
- Lee Ye-won como el estilista n.º 2 de Jo Tae-oh.
- Ryu Seon-young como empleada de la agencia.
- Jung Jae-sung como el jefe del equipo 1 de la Universidad de Gwangsu.
- Park Ji-yoon como reportera de noticias (voz).
- Ahn Kil-kang como jefe de policía (aparición especial).
- Ma Dong-seok como hombre grande con ropa deportiva (aparición especial).
- Kim Eung-soo como el asesor Jeong (aparición especial).

## Estreno y taquilla
Por encima de la ley se presentó a la prensa el día 21 de julio de 2015 en CGV (Wangsimni, Seúl).
Se estrenó dos semanas después, el 5 de agosto de 2015, y se convirtió rápidamente en un gran éxito de público. En solo cinco días había sido vista por 2,8 millones de espectadores. A las tres semanas de su estreno seguía siendo la primera película en la taquilla surcoreana, y había recaudado ya 60 millones de dólares. A los veinticinco días de su estreno superó los diez millones de espectadores, logro que antes solo habían alcanzado catorce películas en Corea del Sur. Se convirtió así en la segunda película que alcanzaba esa cifra en el año, junto con Amsal, que había llegado a las pantallas pocos días antes, el 24 de julio.
Al final de su período de exhibición, se había proyectado en 1115 salas para 13 414 349 espectadores, que dejaron en taquilla el equivalente a 88 676 262 dólares.

## Crítica
William Schwartz (HanCinema) destaca de esta película sobre todo las escenas de acción, pero encuentra que la excesiva caricaturización del villano hace imposible tomarlo en serio, lo cual es desafortunado porque a medida que avanza la trama, «más obvio es que se supone que debemos ver la historia como una lucha seria entre el bien y el mal». Acerca de la comicidad y la plausibilidad de la película, concluye diciendo: «supongo que probablemente le interese más si Por encima de la ley es divertido que si es plausible. Y... bueno, es cincuenta y cincuenta en realidad. La mitad de la película son chistes divertidos de acción, y la otra mitad son escenas no especialmente divertidas sobre el malo que actúa con sadismo ante la mirada impotente del héroe».
Alberto Abuín (Espinof) presenta Por encima de la ley indicando que ha sido la más taquillera del año en Corea del Sur, y la considera muy superior a la anterior de su director, The Berlin File. También nota que hay un punto de crítica social que la enriquece. En cuanto a la estructura, señala que se puede dividir en dos partes, la primera más humorística, la segunda más de filme de acción, en la que las escenas más espectaculares se reservan para el final.

## Premios y nominaciones
| Año  | Premio                                        | Categoría                     | Candidato                                       | Resultado   | Ref.                 |
| ---- | --------------------------------------------- | ----------------------------- | ----------------------------------------------- | ----------- | -------------------- |
| 2015 | 48.º Festival de Cine de Sitges               | Mejor película Focus Asia     | Por encima de la ley                            | Ganadora    | [ 22 ] [ 23 ]        |
| 2015 | 35º Korean Association of Film Critics Awards | Mejor película                | Por encima de la ley                            | Nominada    | [ 24 ]               |
| 2015 | 35º Korean Association of Film Critics Awards | Mejor director                | Ryoo Seung-wan                                  | Ganador     | [ 24 ]               |
| 2015 | 35º Korean Association of Film Critics Awards | Mejor actor                   | Yoo Ah-in                                       | Nominado    | [ 24 ]               |
| 2015 | 35º Korean Association of Film Critics Awards | Mejor guion                   | Ryoo Seung-wan                                  | Nominado    | [ 24 ]               |
| 2015 | 35º Korean Association of Film Critics Awards | Mejor fotografía              | Choi Young-hwan                                 | Nominado    | [ 24 ]               |
| 2015 | 35º Korean Association of Film Critics Awards | Mejor música                  | Bang Jun-seok                                   | Nominado    | [ 24 ]               |
| 2015 | 35º Korean Association of Film Critics Awards | Mejores 10 filmes del año     | Por encima de la ley                            | Ganadora    | [ 24 ]               |
| 2015 | 52.º Grand Bell Awards                        | Mejor película                | Por encima de la ley                            | Nominada    | [ 25 ] [ 26 ] [ 27 ] |
| 2015 | 52.º Grand Bell Awards                        | Mejor director                | Ryoo Seung-wan                                  | Nominado    | [ 25 ] [ 26 ] [ 27 ] |
| 2015 | 52.º Grand Bell Awards                        | Mejor actor                   | Yoo Ah-in                                       | Nominado    | [ 25 ] [ 26 ] [ 27 ] |
| 2015 | 52.º Grand Bell Awards                        | Mejor actor de reparto        | Yoo Hae-jin                                     | Nominado    | [ 25 ] [ 26 ] [ 27 ] |
| 2015 | 52.º Grand Bell Awards                        | Mejor actriz de reparto       | Jang Yoon-ju                                    | Nominada    | [ 25 ] [ 26 ] [ 27 ] |
| 2015 | 52.º Grand Bell Awards                        | Mejor actriz revelación       | Jang Yoon-ju                                    | Nominada    | [ 25 ] [ 26 ] [ 27 ] |
| 2015 | 52.º Grand Bell Awards                        | Mejor guion                   | Ryoo Seung-wan                                  | Nominado    | [ 25 ] [ 26 ] [ 27 ] |
| 2015 | 52.º Grand Bell Awards                        | Mejor fotografía              | Choi Young-hwan                                 | Nominado    | [ 25 ] [ 26 ] [ 27 ] |
| 2015 | 52.º Grand Bell Awards                        | Mejor montaje                 | Kim Sang-bum, Kim Jae-bum                       | Nominados   | [ 25 ] [ 26 ] [ 27 ] |
| 2015 | 52.º Grand Bell Awards                        | Mejor iluminación             | Kim Ho-seong                                    | Nominado    | [ 25 ] [ 26 ] [ 27 ] |
| 2015 | 36º Blue Dragon Film Awards                   | Mejor película                | Por encima de la ley                            | Nominada    | [ 28 ] [ 29 ]        |
| 2015 | 36º Blue Dragon Film Awards                   | Mejor director                | Ryoo Seung-wan                                  | Ganador     | [ 28 ] [ 29 ]        |
| 2015 | 36º Blue Dragon Film Awards                   | Mejor actor                   | Hwang Jung-min                                  | Nominado    | [ 28 ] [ 29 ]        |
| 2015 | 36º Blue Dragon Film Awards                   | Mejor actor de reparto        | Yoo Hae-jin                                     | Nominado    | [ 28 ] [ 29 ]        |
| 2015 | 36º Blue Dragon Film Awards                   | Mejor actriz de reparto       | Jin Kyung                                       | Nominada    | [ 28 ] [ 29 ]        |
| 2015 | 36º Blue Dragon Film Awards                   | Mejor guion                   | Ryoo Seung-wan                                  | Nominado    | [ 28 ] [ 29 ]        |
| 2015 | 36º Blue Dragon Film Awards                   | Mejor fotografía-iluminación  | Choi Young-hwan, Kim Ho-seong                   | Nominados   | [ 28 ] [ 29 ]        |
| 2015 | 36º Blue Dragon Film Awards                   | Mejor montaje                 | Kim Sang-bum, Kim Jae-bum                       | Nominados   | [ 28 ] [ 29 ]        |
| 2015 | 36º Blue Dragon Film Awards                   | Mejor música                  | Bang Jun-seok                                   | Nominado    | [ 28 ] [ 29 ]        |
| 2015 | 36º Blue Dragon Film Awards                   | Premio técnico                | Jung Doo-hong, Jung Yoon-heon (artes marciales) | Nominados   | [ 28 ] [ 29 ]        |
| 2015 | Cine 21 Movie Awards                          | Mejor película                | Por encima de la ley                            | 3ª posición | [ 30 ]               |
| 2015 | Cine 21 Movie Awards                          | Mejor director                | Ryoo Seung-wan                                  | Ganador     | [ 30 ]               |
| 2015 | Cine 21 Movie Awards                          | Mejor actor                   | Yoo Ah-in                                       | Ganador     | [ 30 ]               |
| 2015 | 2º Korean Film Producers Association Awards   | Mejor director                | Ryoo Seung-wan                                  | Ganador     | [ 31 ]               |
| 2015 | 2º Korean Film Producers Association Awards   | Mejor fotografía              | Choi Young-hwan                                 | Ganador     | [ 31 ]               |
| 2015 | 2º Korean Film Producers Association Awards   | Mejor montaje                 | Kim Sang-bum, Kim Jae-bum                       | Ganadores   | [ 31 ]               |
| 2015 | 2º Korean Film Producers Association Awards   | Premio técnico                | Jung Doo-hong, Jung Yoon-heon (artes marciales) | Ganadores   | [ 31 ]               |
| 2016 | 7º KOFRA Film Awards                          | Mejor director                | Ryoo Seung-wan                                  | Ganador     | [ 32 ]               |
| 2016 | 11º Max Movie Awards                          | Mejor película                | Por encima de la ley                            | Ganadora    | [ 33 ]               |
| 2016 | 11º Max Movie Awards                          | Mejor director                | Ryoo Seung-wan                                  | Ganador     | [ 33 ]               |
| 2016 | 11º Max Movie Awards                          | Mejor actor                   | Yoo Ah-in                                       | Ganador     | [ 33 ]               |
| 2016 | 11º Max Movie Awards                          | Mejor actor de reparto        | Oh Dal-su                                       | Ganador     | [ 33 ]               |
| 2016 | 11º Max Movie Awards                          | Mejor actor de reparto        | Yoo Hae-jin                                     | Nominado    | [ 33 ]               |
| 2016 | 11º Max Movie Awards                          | Mejor actriz de reparto       | Jin Kyung                                       | Nominada    | [ 33 ]               |
| 2016 | 11º Max Movie Awards                          | Mejor cartel                  | Por encima de la ley                            | Nominado    | [ 33 ]               |
| 2016 | 10º Asian Film Awards                         | Mejor película                | Por encima de la ley                            | Nominada    | [ 34 ]               |
| 2016 | 10º Asian Film Awards                         | Mejor director                | Ryoo Seung-wan                                  | Nominado    | [ 34 ]               |
| 2016 | 10º Asian Film Awards                         | Mejor guion                   | Ryoo Seung-wan                                  | Nominado    | [ 34 ]               |
| 2016 | 10º Asian Film Awards                         | Mejor montaje                 | Kim Sang-bum, Kim Jae-bum                       | Nominados   | [ 34 ]               |
| 2016 | 10º Asian Film Awards                         | Premio Next Generation        | Yoo Ah-in                                       | Ganador     | [ 34 ]               |
| 2016 | 21º Chunsa Film Art Awards                    | Mejor actor de reparto        | Oh Dal-su                                       | Nominado    |                      |
| 2016 | 21º Chunsa Film Art Awards                    | Premio técnico                | Choi Young-hwan                                 | Nominado    |                      |
| 2016 | 52.º Baeksang Arts Awards                     | Mejor película                | Por encima de la ley                            | Nominada    | [ 35 ] [ 36 ]        |
| 2016 | 52.º Baeksang Arts Awards                     | Mejor director (cine)         | Ryoo Seung-wan                                  | Ganador     | [ 35 ] [ 36 ]        |
| 2016 | 52.º Baeksang Arts Awards                     | Mejor guion (cine)            | Ryoo Seung-wan                                  | Nominado    | [ 35 ] [ 36 ]        |
| 2016 | 52.º Baeksang Arts Awards                     | Mejor actor (cine)            | Hwang Jung-min                                  | Nominado    | [ 35 ] [ 36 ]        |
| 2016 | 52.º Baeksang Arts Awards                     | Mejor actor de reparto (cine) | Oh Dal-su                                       | Nominado    | [ 35 ] [ 36 ]        |
| 2016 | 25º Buil Film Awards                          | Mejor película                | Por encima de la ley                            | Ganadora    | [ 37 ]               |
| 2016 | 25º Buil Film Awards                          | Mejor director                | Ryoo Seung-wan                                  | Nominado    | [ 37 ]               |
| 2016 | 25º Buil Film Awards                          | Mejor guion                   | Ryoo Seung-wan                                  | Nominado    | [ 37 ]               |
| 2016 | 25º Buil Film Awards                          | Mejor actor                   | Hwang Jung-min                                  | Nominado    | [ 37 ]               |
| 2016 | 25º Buil Film Awards                          | Mejor fotografía              | Choi Young-hwan                                 | Ganador     | [ 37 ]               |
| 2016 | 25º Buil Film Awards                          | Mejor música                  | Bang Jun-seok                                   | Nominado    | [ 37 ]               |